# مردم بجه
مردم بِجه از اقوام بدوی ساکن در سودان، مصر و اریتره هستند. بیشتر مردم بجه به زبان بجه تکلم می‌کنند که گونه‌ای از زبان‌های کوشی است. جمعیت این قوم در حدود ۱٬۲۳۷٬۰۰۰ نفر تحمین زده می‌شود. ناصرخسرو در سفرنامه خود، «بجاهان» را مردمی بی‌آزار معرفی می‌کند که به سبب دوری از آبادانی و زندگی در بیابان به هیچ پیغمبر و پیشوا ایمان نیاورده‌اند. در قرن پانزدهم میلادی و در پی گسترش اسلام در شرق سودان، مردم بجه به اسلام روی آوردند.